# 蜂房叶山胡椒
蜂房叶山胡椒（学名：Lindera foveolata），为樟科山胡椒属下的一个种。